# SpaceX CRS-4

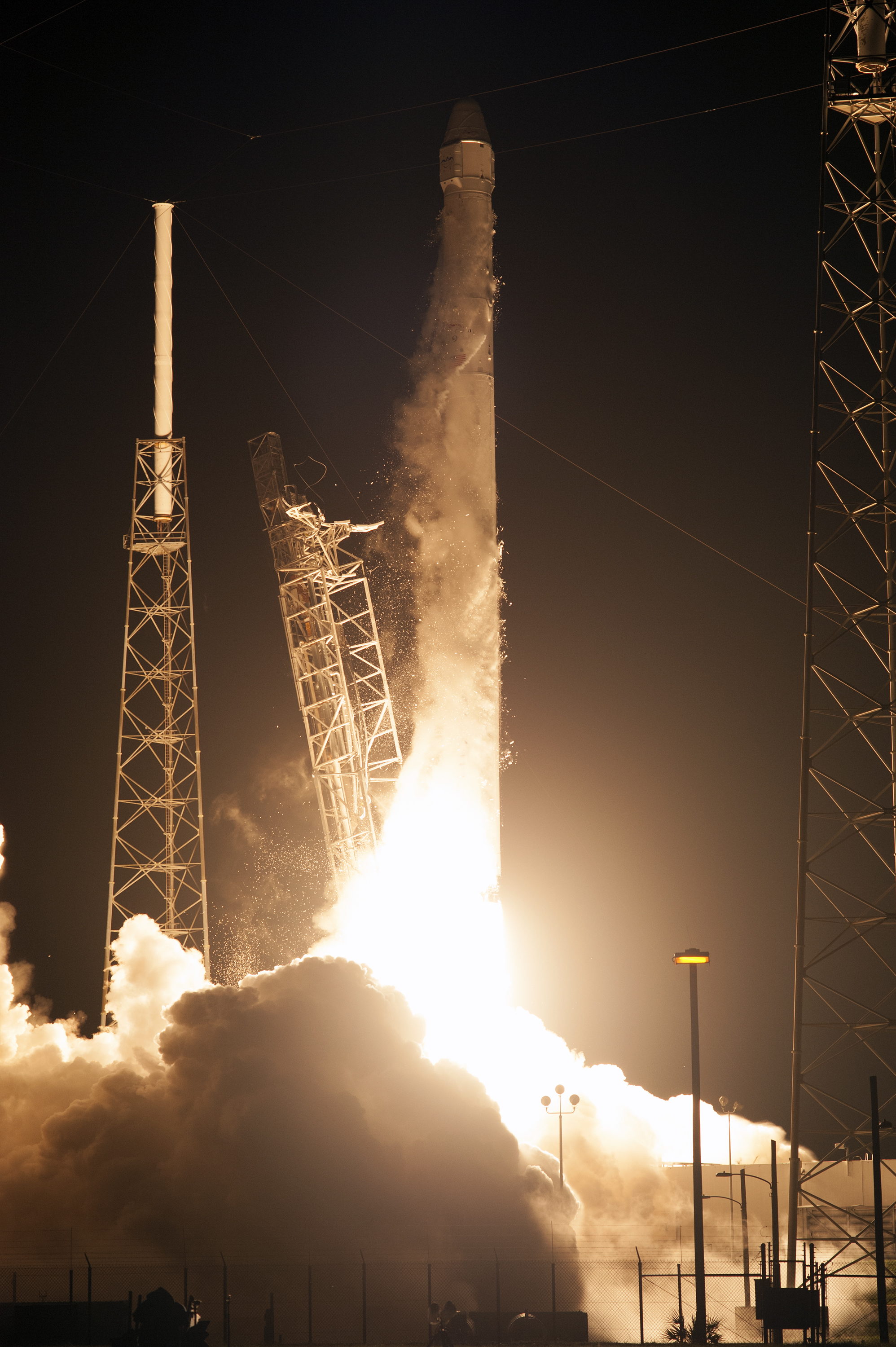
Start Falconu v1.1 s lodí Dragon dne 21. září 2014

SpaceX CRS-4 (alternativně SpX-4, nebo jednoduše CRS-4) byl čtvrtý zásobovací let kosmické lodi Dragon společnosti SpaceX k Mezinárodní vesmírné stanici (ISS) podstoupený v rámci kontraktu Commercial Resupply Services uzavřeného s NASA. Celkově šlo o šestý let Dragonu do vesmíru (pokud počítáme i demo lety C1 a C2+). Ta samá kabina Dragonu C106 poletí i při misi CRS-11.

## Náklad

### Náklad při startu
| Celkový náklad                        | 2216 kg |
| ------------------------------------- | ------- |
| Vědecké experimenty (NASA, ESA, JAXA) | 746 kg  |
| Zásoby pro posádku                    | 626 kg  |
| Staniční hardware                     | 1183 kg |
| Počítačové vybavení                   | 46 kg   |
| Vybavení pro EVA                      | 25 kg   |
| RapidScat (nehermetizovaný)           | 589 kg  |

RapidScat je zařízení pro sledování povrchu oceánů, rychlosti větrů a pozorování hurikánů.

### Sekundární náklad
- 3D Printing in Zero-G Experiment - 3D tiskárna pro demonstraci možností 3D tisku ve vesmíru z plastu, kovu a dalších materiálů. Jedná se o první experiment svého druhu.[3]
- SPINSAT - mikrosatelit tvaru koule o průměru 56 cm. Demonstrátor nových typů mikropohonů DSSP, které mění zavedené konvence o nemožnosti restartovat motory na tuhou pohonnou látku. To je umožněno speciální látkou ESP, která hoří pouze tehdy, když jí prochází elektrický náboj.[2]
- Dvacet myší pro studium dlouhodobého vlivu mikrogravitace na hlodavce.[4]
- Arkyd-3 - pokusný cubesat společnosti Planetary Resources.[2]

### Náklad při návratu
| Celkový náklad                        | 1486 kg |
| ------------------------------------- | ------- |
| Vědecké experimenty (NASA, ESA, JAXA) | 941 kg  |
| Zásoby od posádky                     | 60 kg   |
| Staniční hardware                     | 425 kg  |
| Počítačové vybavení                   | 5 kg    |
| Vybavení pro EVA                      | 55 kg   |